# 112 (musikgrupp)
112 är en amerikansk R&B-vokalgrupp bildad i Atlanta 1996 bestående av Daron Jones, Michael Keith, Marvin Skandrick och Quinnes Parker.
Gruppen slog igenom samma år med låten "Only you" som nådde topp-20 på Billboardlistan. Deras största framgång kom dock när de hade funktion som bakgrundssångare i Puff Daddy & Faith Evans hyllning till The Notorious B.I.G. "I'll be missing you" 1997, vilken blev en global jättehit. Gruppen fick också en stor hit när de samarbetade med Allure på låten "All Cried Out" samma år. 
Sedan dess har gruppen fortsatt fixa hitlåtar på Billboardlistan, men de har haft svårt att nå hitlistorna i Sverige.